# Bering Air
Bering Air ist eine amerikanische Regionalfluggesellschaft mit Sitz in Nome, Alaska.

## Geschichte
Bering Air wurde 1979 von Jim Rowe gegründet und nahm den Flugbetrieb mit einer de Havilland Canada DHC-3 auf. Im Mai 1988 schrieb Jim Luftfahrt-Geschichte, in dem er mit einer Piper PA-31 vom Flughafen Nome über die Datumsgrenze nach Prowidenija, der damaligen Sowjetunion flog. Seitdem werden nach Prowidenija Charterflüge angeboten.
Im Juli 2020 übernahm Bering Air bei der Insolvenzauktion von Ravn Alaska deren Niederlassungen am Flughafen Aniak und Flughafen Nome sowie in Kotzebue und Unalakleet.

## Flugziele
Ab Nome, Kotzebue und Unalakleet werden 32 Ziele in Alaska angeflogen, die meisten davon von Montag bis Samstag zwei Mal täglich und einmal am Sonntag. Daneben werden Charterflüge angeboten.

## Flotte
Mit Stand Juli 2022 besteht die Flotte der Bering Air aus 39 Flugzeugen und Hubschraubern der folgenden Typen:
- 2 Airbus Helicopters AS350B3 (Hubschrauber)
- 4 Beechcraft 1900D
- 4 Beechcraft King Air 200
- 2  Helicopters UH-1H Plus
- 2 CASA C-212 200
- 15 Cessna 208 Grand Caravan
- 3 Cessna 408 SkyCourier (Stand Dezember 2024)
- 3 MD 500E (Hubschrauber)
- 4 Piper PA-31 350 Navajo Chieftain
- 3 Robinson R44 Raven II (Hubschrauber)

## Zwischenfälle
- Am 6. Februar 2025 verunfallte eine Cessna 208B Grand Caravan (Luftfahrzeugkennzeichen N321BA) der Bering Air auf dem Flug von Unalakleet nach Nome ca. 55 Kilometer vor dem Ziel mit zehn Insassen über dem Norton Sound (Alaska, USA). Es gab keine Überlebenden.[5][6][7]